# Міжмайдання
Міжмайда́ння — період української історії між Помаранчевою революцією 2004 року та Революцією гідності 2013—2014 років.

## Основні події
17 січня 2010 року відбувся перший тур президентських виборів в Україні, у результаті якого переможця виявлено не було. 7 лютого було проведено другий тур виборів, у якому перемогу з відривом у три відсотки над тодішнім Прем'єр-міністром України Юлією Тимошенко здобув опозиційний лідер Віктор Янукович. Це перший в історії України випадок, коли президента було обрано менш як 50 % голосів виборців.
11 березня було сформовано новий уряд на чолі з Миколою Азаровим.
21 квітня Віктор Янукович підписав угоду із президентом Російської Федерації Дмитром Медведєвим про продовження терміну перебування Чорноморського флоту Російської Федерації у Севастополі до 2042 року. 27 квітня цю угоду синхронно ратифікували Верховна Рада України і Державна дума Російської Федерації.
16 листопада 2010 року почалася Акція протесту проти Податкового кодексу, в багатьох містах проводяться масові мітинги і протести, на Майдані Незалежності в Києві стало наметове містечко. На головній площі столиці зібралося до 20 тисяч мітингувальників.